# Lewis Nkosi

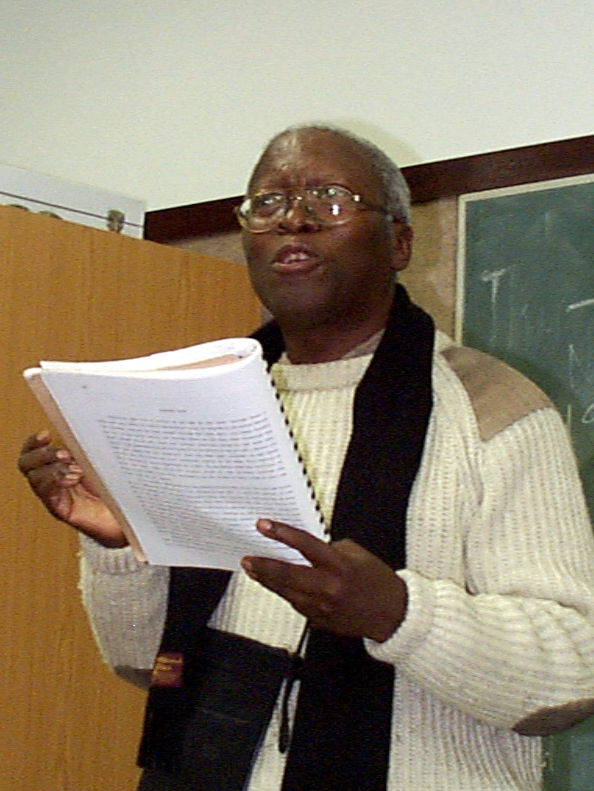
Lewis Nkosi, UDW, 2001

Lewis Nkosi (Durban, 5 de diciembre de 1936-Johannesburgo, 5 de septiembre de 2010) escritor sudafricano.

## Biografía
Nacido en el seno de una familia zulú, estudió en el M. L. Sultan Technical College de Durban, y trabajó como periodista en publicaciones como Ilanga lase Natal o Drum.
Por sus críticas al apartheid, tuvo que exiliarse. Este exilio comenzó en 1961 cuando consiguió una beca en Harvard. Fue profesor en varias universidades de Estados Unidos, Reino Unido, Polonia o Zambia y regresó a Sudáfrica en 2001.

## Obra
- The Rhythm of Violence, 1964.
- Home and Exile, Longman, 1965.
- Home and exile and other selections, Longman, 1983, ISBN 0-582-64406-2.
- Mating Birds, Constable, 1986, ISBN 0-09-467240-7 (Macmillan Pen Prize).
- The Transplanted Heart: Essays on South Africa, 1975.
- Tasks and Masks: Themes and Styles of African Literature, Longman, 1981, ISBN 0-582-64145-4.
- The Black Psychiatrist (2001).
- Underground People, Kwela Books, 2002, ISBN 0-7957-0150-0, originalmente en idioma neerlandés en 1994.
- Mandela's Ego, Struik, 2006, ISBN 1-4152-0007-6.